# Yaya Sanogo
Yaya Sanogo (n. 27 ianuarie 1993) este un fotbalist francez, care în prezent evolueză pe postul de atacant clubul francez Toulouse.

## Palmares

### Club
Arsenal
- FA Cup: 2013–14
- FA Community Shield: 2014

### Internațional
Franța
- FIFA U-20 World Cup: 2013

## Statistici carieră
La 30 mai 2015.
| Sezon                     | Club          | Campionat      | Campionat | Campionat | Cupă    | Cupă   | Cupa Ligii | Cupa Ligii | Europa  | Europa | Altele  | Altele | Total   | Total  |
| Sezon                     | Club          | Ligă           | Meciuri   | Goluri    | Meciuri | Goluri | Meciuri    | Goluri     | Meciuri | Goluri | Meciuri | Goluri | Meciuri | Goluri |
| ------------------------- | ------------- | -------------- | --------- | --------- | ------- | ------ | ---------- | ---------- | ------- | ------ | ------- | ------ | ------- | ------ |
| Auxerre B                 | 2009–10       | CFA            | 17        | 9         | —       | —      | —          | —          | —       | —      | —       | —      | 17      | 9      |
| Auxerre B                 | 2010–11       | CFA            | 8         | 3         | —       | —      | —          | —          | —       | —      | —       | —      | 8       | 3      |
| Auxerre B                 | 2011–12       | CFA            | 3         | 3         | —       | —      | —          | —          | —       | —      | —       | —      | 3       | 3      |
| Auxerre B                 | 2012–13       | CFA            | 3         | 0         | —       | —      | —          | —          | —       | —      | —       | —      | 3       | 0      |
| Auxerre B                 | Total         | Total          | 31        | 15        | —       | —      | —          | —          | —       | —      | —       | —      | 31      | 15     |
| Auxerre                   | 2009–10       | Ligue 1        | 1         | 0         | 1       | 0      | —          | —          | —       | —      | —       | —      | 2       | 0      |
| Auxerre                   | 2010–11       | Ligue 1        | 0         | 0         | 0       | 0      | —          | —          | 0       | 0      | —       | —      | 0       | 0      |
| Auxerre                   | 2011–12       | Ligue 1        | 7         | 1         | 2       | 0      | —          | —          | —       | —      | —       | —      | 9       | 1      |
| Auxerre                   | 2012–13       | Ligue 2        | 13        | 10        | 0       | 0      | —          | —          | —       | —      | —       | —      | 13      | 10     |
| Auxerre                   | Total         | Total          | 21        | 11        | 3       | 0      | —          | —          | 0       | 0      | —       | —      | 24      | 11     |
| Arsenal                   | 2013–14       | Premier League | 8         | 0         | 4       | 0      | 0          | 0          | 2       | 0      | —       | —      | 14      | 0      |
| Arsenal                   | 2014–15       | Premier League | 3         | 0         | 0       | 0      | 0          |            | 2       | 1      | 1       | 0      | 6       | 1      |
| Crystal Palace (împrumut) | 2014–15       | Premier League | 10        | 0         | 1       | 1      | 0          | 0          | —       | —      | —       | —      | 11      | 1      |
| AFC Ajax (împrumut)       | 2015–16       | Eredivisie     |           |           |         |        |            |            | —       | —      | —       | —      |         |        |
| Total carieră             | Total carieră | Total carieră  | 73        | 26        | 8       | 1      | 0          | 0          | 4       | 1      | 1       | 0      | 86      | 28     |

1. ↑  Apariții în UEFA Champions League
2. ↑  Apariții în UEFA Champions League
3. ↑  Apariții în FA Community Shield